# Surush Tubwang
Surush Tubwang (tiếng Thái: สุรัช ทับวัง; 20 tháng 11 năm 1968 –), thường được biết đến với nghệ danh Pe Hi-Rock (tiếng Thái: เป้ ไฮ-ร็อก), là một nam ca sĩ và nhạc sĩ nhạc heavy metal người Thái Lan. Anh là giọng ca chính của ban nhạc rock Thái Lan, Hi-Rock. Anh được biết đến khi sở hữu chất giọng nam cao âm vực rộng, với nốt cao C#5. Bài hát nổi tiếng của anh bao gồm, Krajok Rao (กระจกร้าว), Kwa Jaer Roo Suek (กว่าจะรู้สึก), Koen Harm Jai (เกินห้ามใจ), Yar Klab Mar (อย่ากลับมา), Tham Mai Mai Tham Hai Tai (ทำไมไม่ทำให้ตาย).

## Đĩa nhạc

### Hi-Rock
- 1990 : "Khon Phun Rock" (คนพันธุ์ร็อก)
- 1991 : "Bunyat Phar Paed" (บัญญัติผ่าแปด)
- 1993 : "Jeb Kwa Nee Mee Eek Mai" (เจ็บกว่านี้มีอีกไหม)
- 1995 : "HIV"

### Đơn ca
- 1998 : "Choab Dieaw"
- 2002 : "Program"